# Empoasca spinuloides
Empoasca spinuloides är en insektsart som beskrevs av Cunningham och Ross 1965. Empoasca spinuloides ingår i släktet Empoasca och familjen dvärgstritar. Inga underarter finns listade i Catalogue of Life.